# Samuel Devine
Samuel Leeper Devine (South Bend, 21 dicembre 1915 – Upper Arlington, 27 giugno 1997) è stato un politico statunitense, membro della Camera dei Rappresentanti per lo stato dell'Ohio dal 1959 al 1981.

## Biografia
Nato nell'Indiana, Devine crebbe nell'Ohio. Frequentò l'Università statale dell'Ohio e successivamente si laureò in legge all'Università di Notre Dame per poi intraprendere la professione di avvocato, lavorando per alcuni anni come agente speciale nell'FBI.
Entrato in politica con il Partito Repubblicano, nel 1951 venne eletto all'interno della Camera dei rappresentanti dell'Ohio, dove restò per quattro anni. In seguito fu procuratore della contea di Franklin, finché nel 1958 si candidò alla Camera dei Rappresentanti nazionale e riuscì ad essere eletto deputato.
Negli anni successivi gli elettori lo riconfermarono per altri dieci mandati, fin quando nel 1980 risultò sconfitto dall'avversario democratico Bob Shamansky e lasciò il Congresso dopo ventidue anni di permanenza.
Devine morì nel 1997 all'età di ottantuno anni. Sua figlia Carol seguì le sue orme e ricoprì alcune cariche politiche nello stato della Virginia Occidentale, tra cui quella di deputata.